# Теорема Лиувилля — Арнольда
Теорема Лиувилля — Арнольда — теорема из теоретической физики, утверждающая, что если гамильтонова система с {\displaystyle n} степенями свободы имеет {\displaystyle n} независимых интегралов {\displaystyle F_{i}(q,p,t)\;\;i=1,2,\ldots ,n\;,} для которых скобки Пуассона {\displaystyle {\Big [}F_{i},F_{j}{\Big ]}=0\;\;\;\forall i,j} , то можно ввести переменные действие — угол, и будут справедливы следующие утверждения:
- Фазовые траектории лежат на поверхности {\displaystyle n}-мерных инвариантных торов.
- Движение является квазипериодическим и характеризуется собственными частотами {\displaystyle \omega _{i}=\omega _{i}(F_{1},\ldots ,F_{n}).}
- Фазы зависят от времени линейно: {\displaystyle \Theta _{i}=\omega _{i}t+\delta _{i}.}